# Vert-Vert (Jacquand - Barat)
L'Arrivée de Vert-Vert à Nantes, L'Arrivée de Vert-Vert chez les visitandines de Nantes, Le Retour de Vert-Vert
Pour les articles homonymes, voir Vert-Vert (homonymie).
Vert-Vert ou l'Arrivée de Vert-Vert à Nantes est un tableau peint par Claudius Jacquand vers 1847. Il mesure 61 × 50 cm. Il est conservé au Musée de la faïence et des beaux-arts de Nevers. Une gravure réalisée d'après le tableau de Jacquand porte le titre du Retour de Vert-Vert.

## Contexte, description, analyse
Huile sur toile de 61 cm de hauteur sur 50 cm de largeur, le tableau de Claudius Jacquand tire son nom du perroquet héros du poème Vert-Vert ou les Voyages du Perroquet de la Visitation de Nevers (1734) de Jean-Baptiste Gresset qui a inspiré au cours du XIXe siècle nombre de peintres mais également de dramaturges et de compositeurs comme Jacques Offenbach pour son opéra-comique Vert-Vert. Le tableau est conservé au Musée de la faïence et des beaux-arts (musée Blandin) de Nevers,.

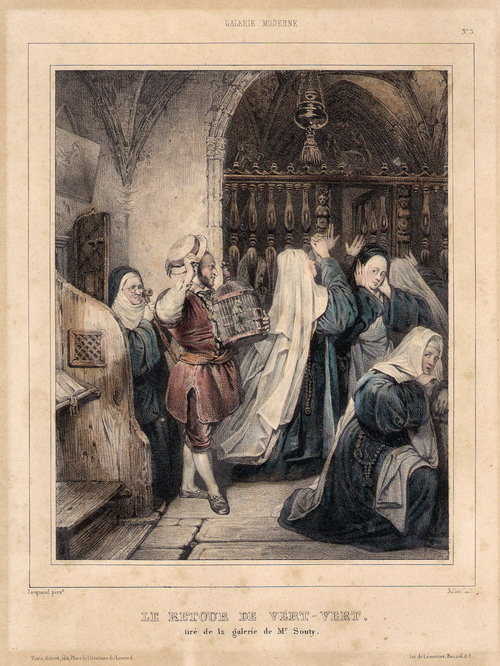
Le Retour de Vert-Vert, gravure de Julian d'après Jacquand.

La peinture de Jacquand présumée de 1847 et titrée Arrivée de Vert-Vert à Nantes illustre le passage du poème de Gresset où le batelier qui a transporté Vert-Vert sur la Loire remet le perroquet aux sœurs visitandines de Nantes consternées par les jurons du volatile. Cependant, une gravure mentionnée comme étant réalisée d'après le tableau de Jacquand — possiblement par Julian — pour un catalogue de vente édité en janvier 1847 et donc réalisé en 1846 porte le titre du Retour de Vert-Vert, les religieuses du couvent de Nevers ayant été aussi sûrement offusquées par le nouveau langage de leur protégé,.

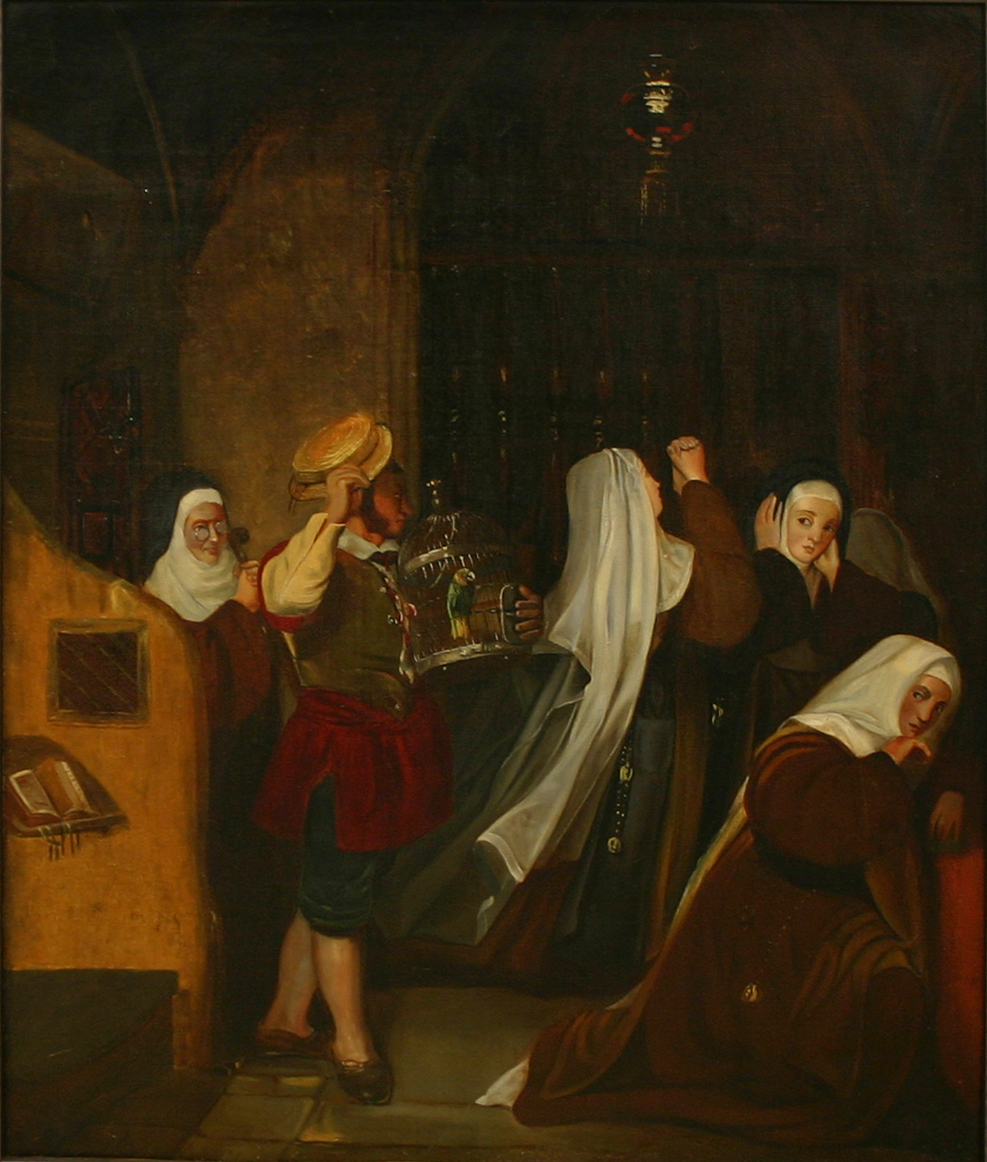
Arrivée de Ver-Vert chez les Visitandines de Nantes, Commandant Barat, musée de la Loire de Cosne-Cours-sur-Loire.

Le sujet et la datation du tableau de Jacquand sont d'autant moins clairs qu'un autre tableau, ou plutôt plusieurs autres tableaux ou copies, sont réalisés par Jean-Claude Barat, dit le commandant Barat, en 1846, titrés l'Arrivée de Ver-Vert chez les Visitandines de Nantes ou Introduction de Vert-Vert au couvent des visitandines. L'un, une huile sur toile sans date de 74,5 cm de hauteur sur 63,7 cm de largeur, présenté comme une copie d'un autre tableau de Barat, est conservé au musée de la Loire de Cosne-Cours-sur-Loire qui l'a acquis en 1995. Un autre, une huile sur toile de 61 cm de hauteur sur 50 cm de largeur, datée de 1846 également conservée au Musée Blandin de Nevers laisserait à penser si les datations sont exactes que le travail de Jacquand est une copie de celui de Barat,.

### Articles connexes

Vert-Vert en peinture
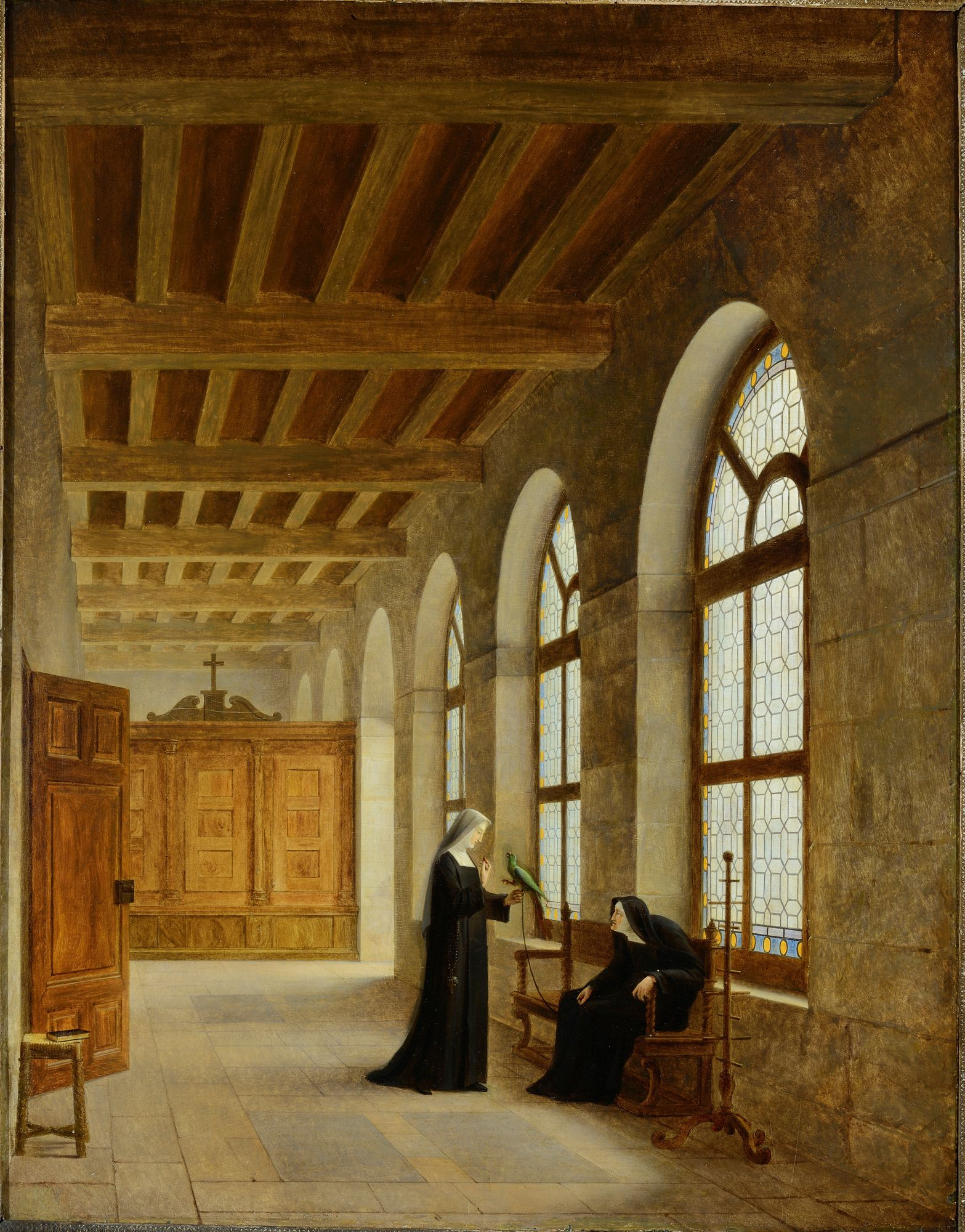
Vert-Vert, Fleury François Richard (1804, musée des beaux-arts de Lyon)
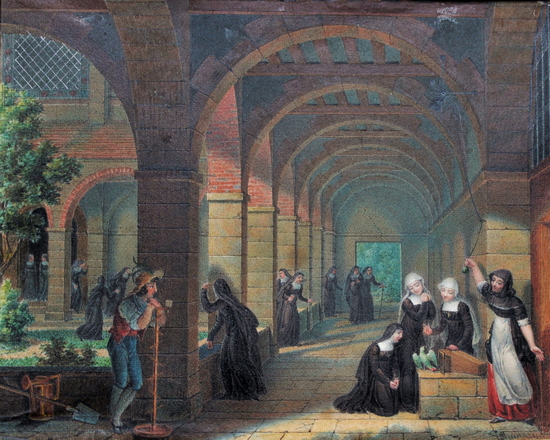
Le Perroquet Vert-Vert au couvent des Visitandines de Nantes, Jean-Claude Rumeau (1820)
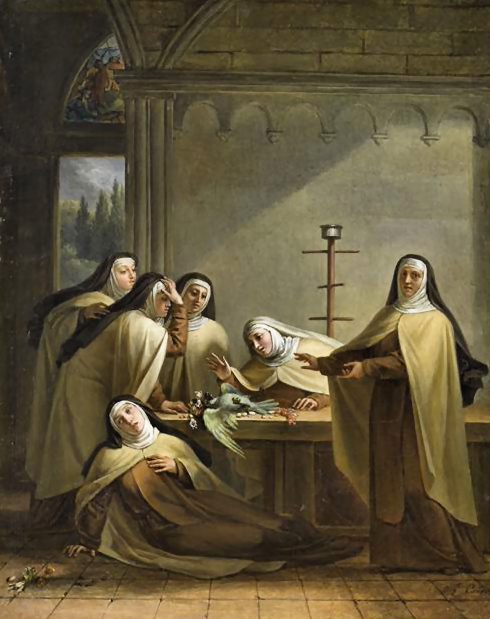
Mort de Vert-Vert, Auguste Couder (1830, musée de l'Oise à Beauvais)
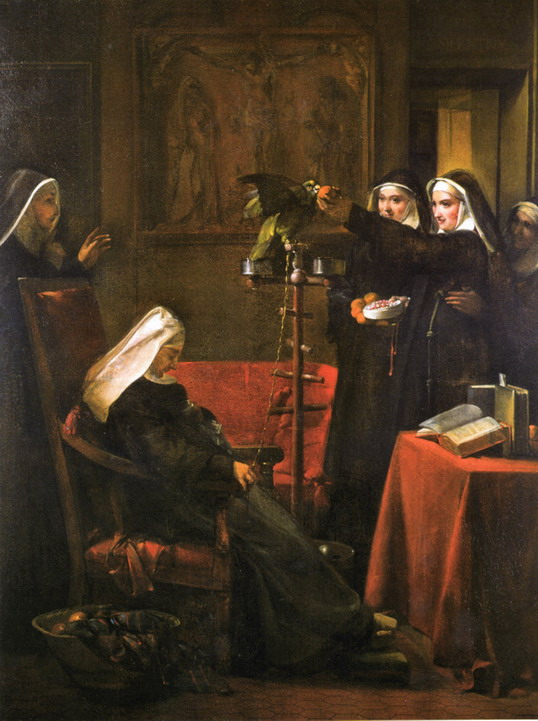
Captivité de Vert-Vert, François Marius Granet (1834, musée Granet d'Aix-en-Provence)
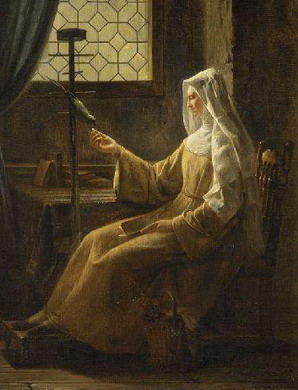
Vert-Vert, Claudius Jacquand (1835, Musée du monastère royal de Brou à Bourg-en-Bresse)